# Daniel Logan

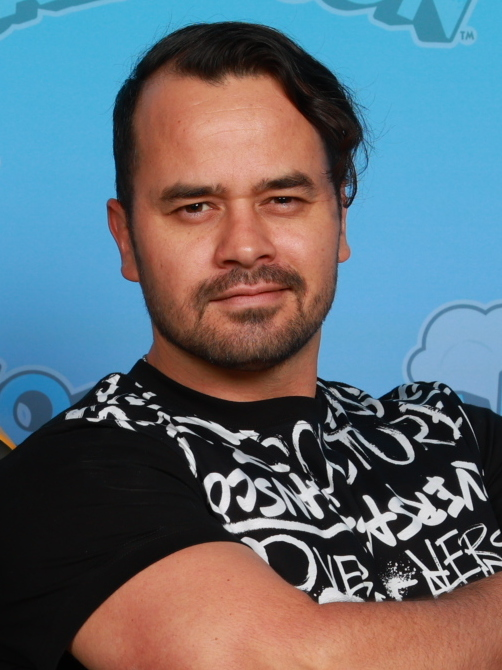
Daniel Logan (2024)

Daniel Logan (* 6. Juni 1987 in Auckland, Neuseeland) ist ein neuseeländisch-māorischer Schauspieler, der mit seiner Rolle des Boba Fett in Star Wars: Episode II – Angriff der Klonkrieger bekannt wurde.

## Leben
Zur Schauspielerei kam er, als sein Amateur-Rugby-Verein für einen TV-Spot engagiert wurde, wobei er für die Rolle eines kleinen Jungen ausgewählt wurde, der in die Fußstapfen des Rugby-Stars Michael Jones tritt. Nach Star Wars: Episode II, wo er an der Seite von Temuera Morrison als junger Boba Fett auftrat, erhielt er in der Fernsehserie Star Wars: The Clone Wars die Sprechrollen für Boba. In der Serie Das Buch von Boba Fett wurden nicht verwendete Archivaufnahmen von Logan für Rückblenden in Bobas Kindheit verwendet.

## Filmografie
- 1992: Shortland Street (Fernsehserie)
- 2002: Star Wars: Episode II – Angriff der Klonkrieger (Star Wars: Episode II – Attack of the Clones)
- 2003: TakaPu: A Gannet in the South Seas (Fernsehserie, Stimme)
- 2003: The Legend of Johnny Lingo
- 2010–2012: Star Wars: The Clone Wars (Fernsehserie, 6 Folgen, Stimme von Boba Fett)
- 2014: Star Trek Continues (Webserie, eine Folge)
- 2016: Sharknado 4 (Sharknado 4: The 4th Awakens, Fernsehfilm)
- 2021: Das Buch von Boba Fett (Fernsehserie, Archivmaterial)
- 2024: Star Wars: The Bad Batch (Fernsehserie, Stimme)